# Modrzejowice (osada)
Modrzejowice – osada w Polsce położona w województwie mazowieckim, w powiecie radomskim, w gminie Skaryszew.
W latach 1975–1998 miejscowość administracyjnie należała do województwa radomskiego.